# Mine de Damtshaa
La mine de Damtshaa est une mine à ciel ouvert de diamants située au Botswana. Son exploitation a commencé en 2003. Elle est détenue par Debswana, une entreprise créée par un partenariat entre De Beers et le gouvernement du Botswana.